# トラブル (バンド)
トラブル（Trouble）は、アメリカ合衆国出身のストーナー・ドゥームメタル・バンド。
スウェーデンの「キャンドルマス」と並び、後のドゥーム/ストーナーロック・シーンに影響を与えた先駆者としても知られる。

## 背景・略歴

### 黎明期（1979年 - 1989年）
1979年、リック・ワーテル(G)らを中心にイリノイ州にて発足。そこにエリック・ワグナーとブルース・フランクリンが合流して陣容が固まり、同州のシカゴなどを拠点に活動を始める。
多くのデモを制作して実績を積み、HR/HMバンド「ブラック・サバス」等に影響された、俗に言うドゥームメタル・サウンドのスタイルを固めていく。
1984年、新鋭レーベル「メタル・ブレイド」から、『Trouble』(別名: Psalm 9）でアルバムデビュー。そして2ndアルバム『The Skull』(1985年) 3rdアルバム『Run to the Light』(1987年) と、コンスタントにリリースを重ねる。

### ストーナーロックの確立〜活動停止（1990年 - 2000年）
これまでの実績評価から、著名な音楽プロデューサー リック・ルービンに見出される。
1990年、同氏主宰のレーベル「デフ・アメリカン」から、ストーナーメタルの雛形と言える4thアルバム『Trouble』(別名: Trouble 4）を発表。ライブツアーも精力的に行い、存在がワールドワイドに知れ渡る。
1992年、続く5thアルバム『Manic Frustration』で音楽性が一つのピークを迎えるが、前作から更にメタル色が後退したスタイルに賛否両論が起こる。当時はストーナーロック・シーン自体が未成熟であり、商業的成功に結び付かなかった。結果「デフ・アメリカン」から契約を解消され、配給の窓口を失う。
1994年に、EP「One for the Road」を自主制作発表した後の翌年、心機一転の6thアルバム『PLASTIC GREEN HEAD』をリリースするが、状況は改善する事なく不発に終わってしまう。1997年にエリック・ワグナー(Vo)が脱退。後任にカイル・トーマス(Vo)を迎えるも、程なくバンドは活動を停止する（※解散ではない）。

### 活動再開以降（2002年 - 現在）

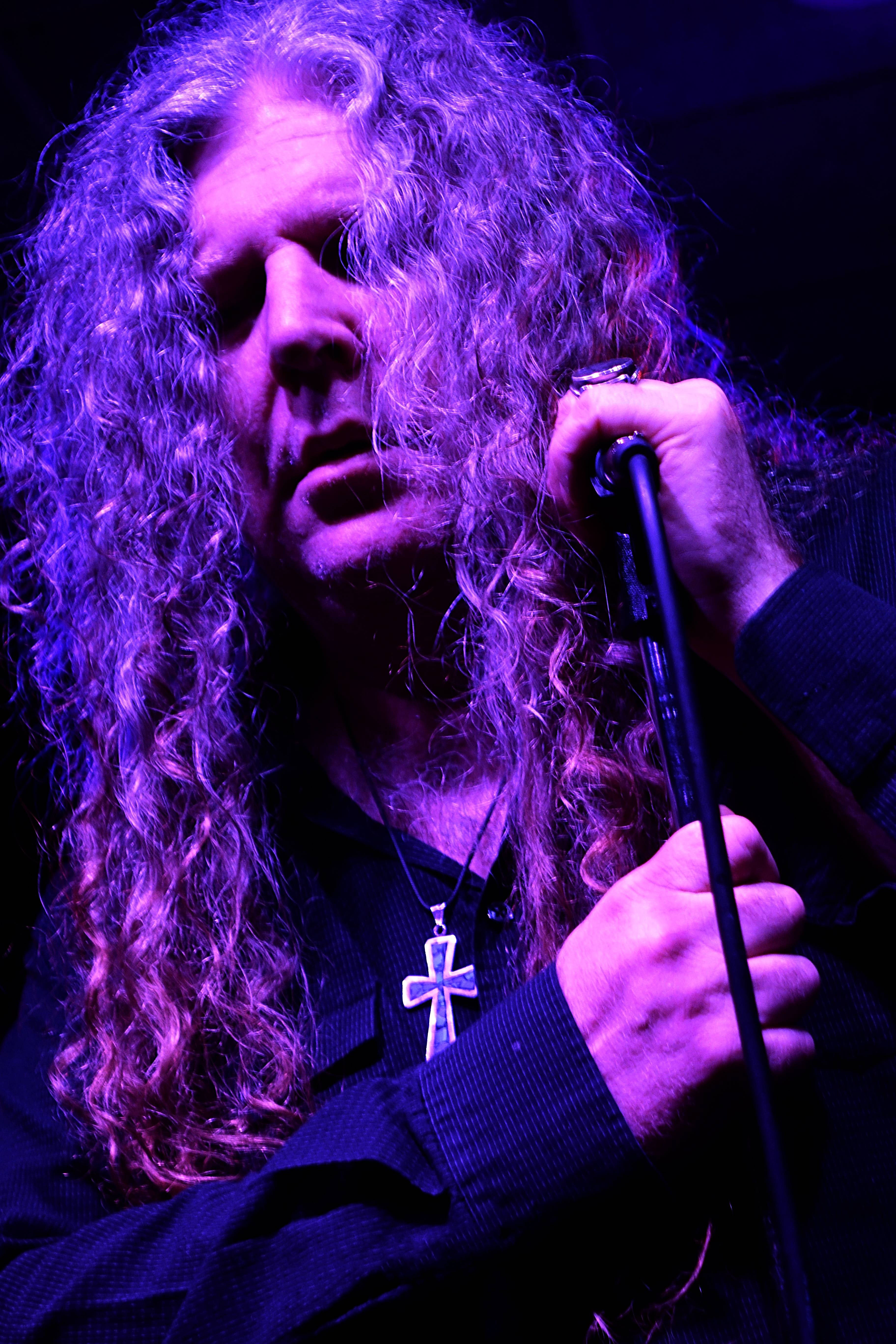
復帰したエリック・ワグナー

2002年、オリジナルメンバーを中心にライブ活動を再開し、アルバム制作にも着手し始める。この間、ストーナーメタルを確立した先駆者として再評価されるようになり、同種のライブフェスなどでヘッドライナーを務めている。
2007年、12年ぶりの7thアルバム『Simple Mind Condition』を発表。翌年、エリック・ワグナー(Vo)、ジェフ・オルソン(Ds)ら主力が脱退するものの、新メンバーを補充し活動を継続する。
以降、ライブ活動の傍ら新作の制作を開始するが、遅々として中々進まず、遂にはレコーディングしたトラックデータが消失してしまうトラブルに見舞われる。
2012年、カイル・トーマス(Vo)が12年ぶりに復帰。翌年、紆余曲折を経た6年ぶりの8thアルバム『The Distortion Field』をリリース。
2021年、創設メンバーの一人、エリック・ワグナーが新型コロナウイルスにより病死。

## スタイル
1980年代は、HR/HMバンド「ブラック・サバス」の特色であるドゥーミー且つダウナーで、プログレッシブな大作主義を実践。また、ドゥーム・バンドに有りがちなブラックなスタイルには傾倒せず、逆に宗教的歌詞をテーマにしたホワイト・メタルに接近している。
1990年代は、そのドゥーム・スタイルから発展させた、いわゆる"ストーナーメタル"を展開した。
同じ過渡期にドゥーム系スタイルを展開していた「キャンドルマス」がヘヴィサウンドに特化していたのに対し、こちらは1970年代を意識したハードロックやサイケデリックロックの要素を更に内包したサウンドに変化している。
影響
これらが後にジャンルとして形成する「ドゥームメタル」や「ストーナーロック」の基となり、様々な系譜へと細分化していった。

## メンバー
※2019年4月時点

### 現ラインナップ
- カイル・トーマス (Kyle Thomas) - ボーカル (1997-2000, 2012- )
- ブルース・フランクリン (Bruce Franklin) - ギター (1979- )
- リック・ワーテル (Rick Wartell) - ギター (1979- )
- ロブ・ハルツ (Rob Hultz) - ベース (2013- )
- マーク・リラ (Mark Lira) - ドラムス (2009- )

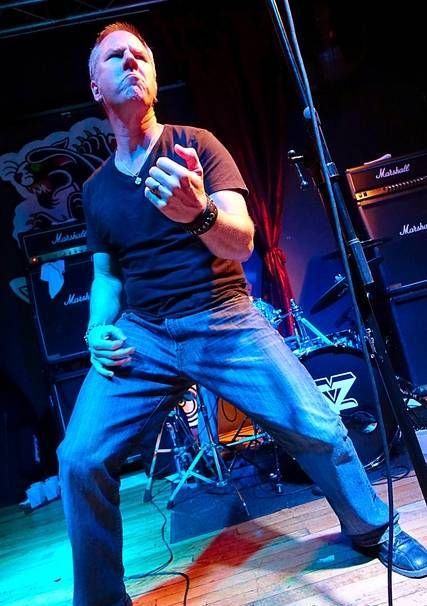
カイル・トーマス(Vo) 2017年
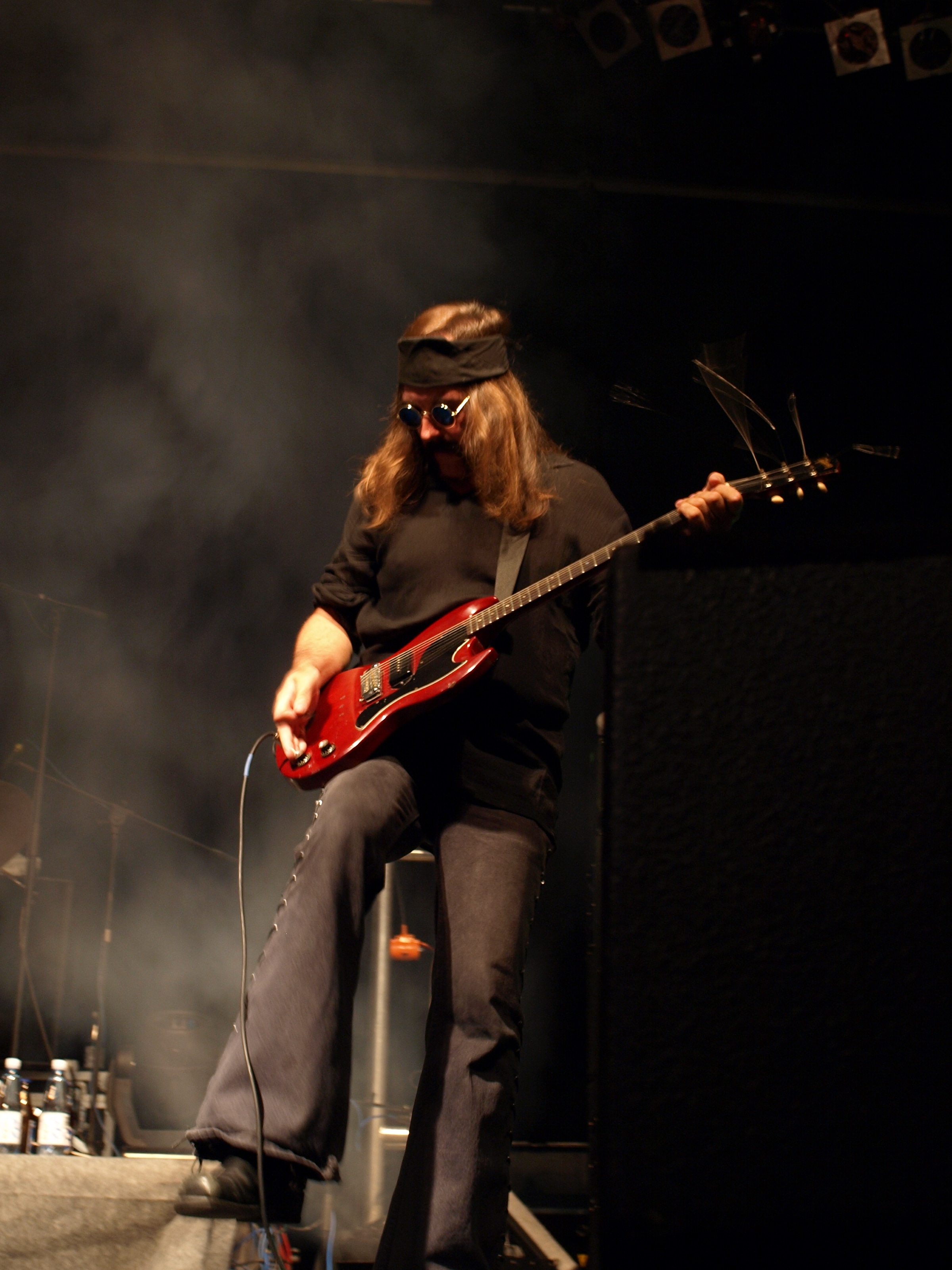
ブルース・フランクリン(G) 2008年
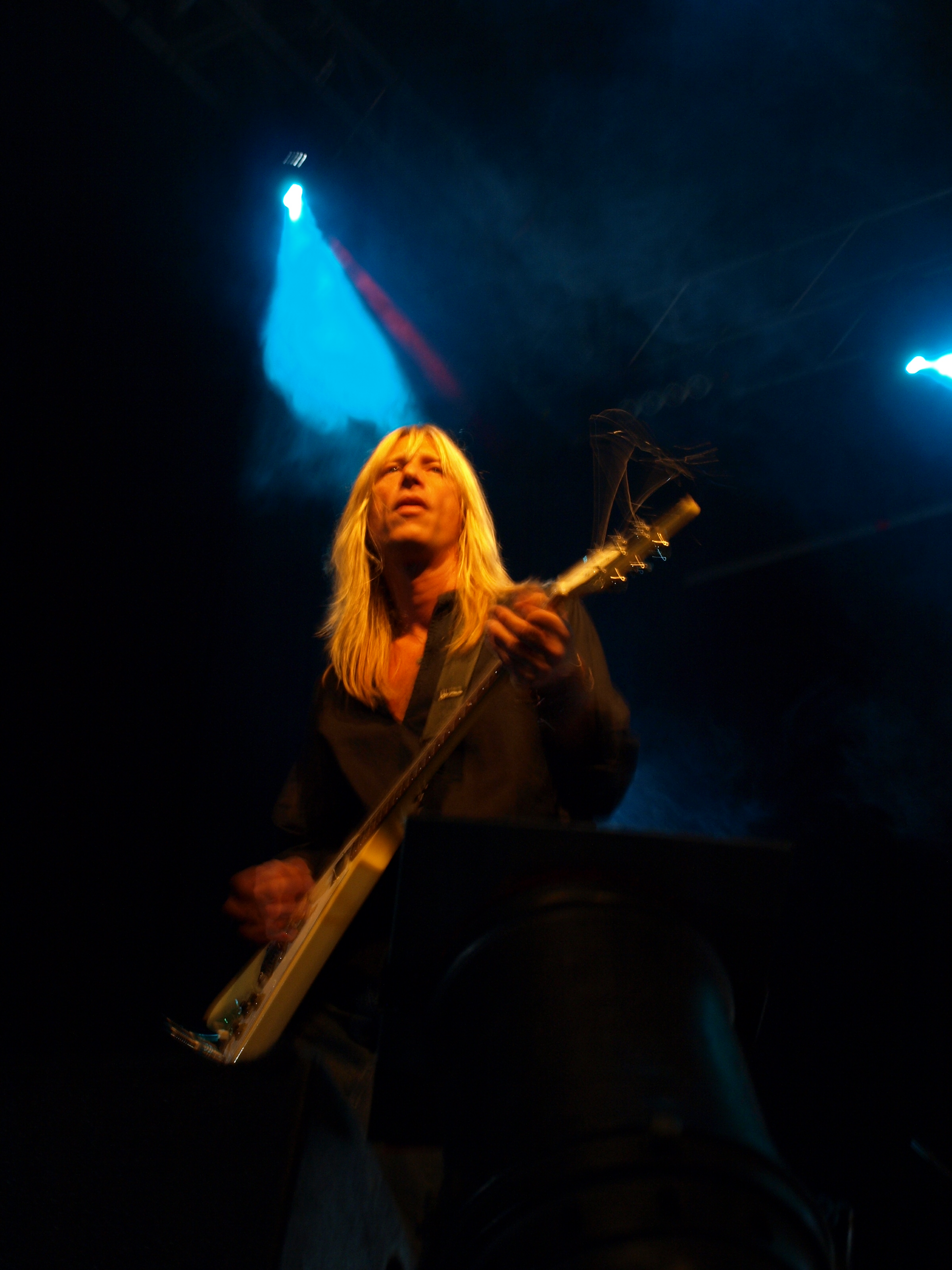
リック・ワーテル(G) 2008年

### 旧メンバー
- エリック・ワグナー (Eric Wagner) - ボーカル (1979-1997, 2002-2008) ♰RIP.2021
- イアン・ブラウン (Ian Brown) - ベース (1979-1983)
- ジェフ・オルソン (Jeff "Oly" Olson) - ドラムス/キーボード (1979-1986, 1993-2008)
- シーン・マカリスター (Sean McAllister) - ベース (1983-1986)
- ロン・ホルズナー (Ron Holzner) - ベース (1986-2002)
- デニース・レッシュ (Dennis Lesh) - ドラムス (1986-1987)
- テッド・カークパトリック (Ted Kirkpatrick) - ドラムス (1987-1989)
- バリー・スターン (Barry Stern) - ドラムス (1989-1993) ♰RIP.2005
- チャック・ロビンソン (Chuck Robinson) - ベース (2002-2008)
- コリー・クラーク (Kory Clarke) - ボーカル (2008-2012)
- シェーン・パスクオリア (Shane Pasqualla) - ベース (2008-2013)

## ディスコグラフィ
スタジオアルバム
- Trouble (別名:Psalm 9) (1984)
- The Skull (1985)
- Run to the Light (1987)
- Trouble (別名:Trouble 4) (1990)
- Manic Frustration (1992)
- One for the Road (1994・EP) 自主制作
- Plastic Green Head (1995)
- Simple Mind Condition (2007)
- The Distortion Field (2013)